# نيكولاس بيريا
نيكولاس بيريا (بالإسبانية: Nicolás Perea) هو لاعب كرة قدم كولومبي في مركز الوسط، ولد في 1 أغسطس 1992 في بوكارامانغا في كولومبيا. لعب مع إندي إليفن.